# آلما لوند

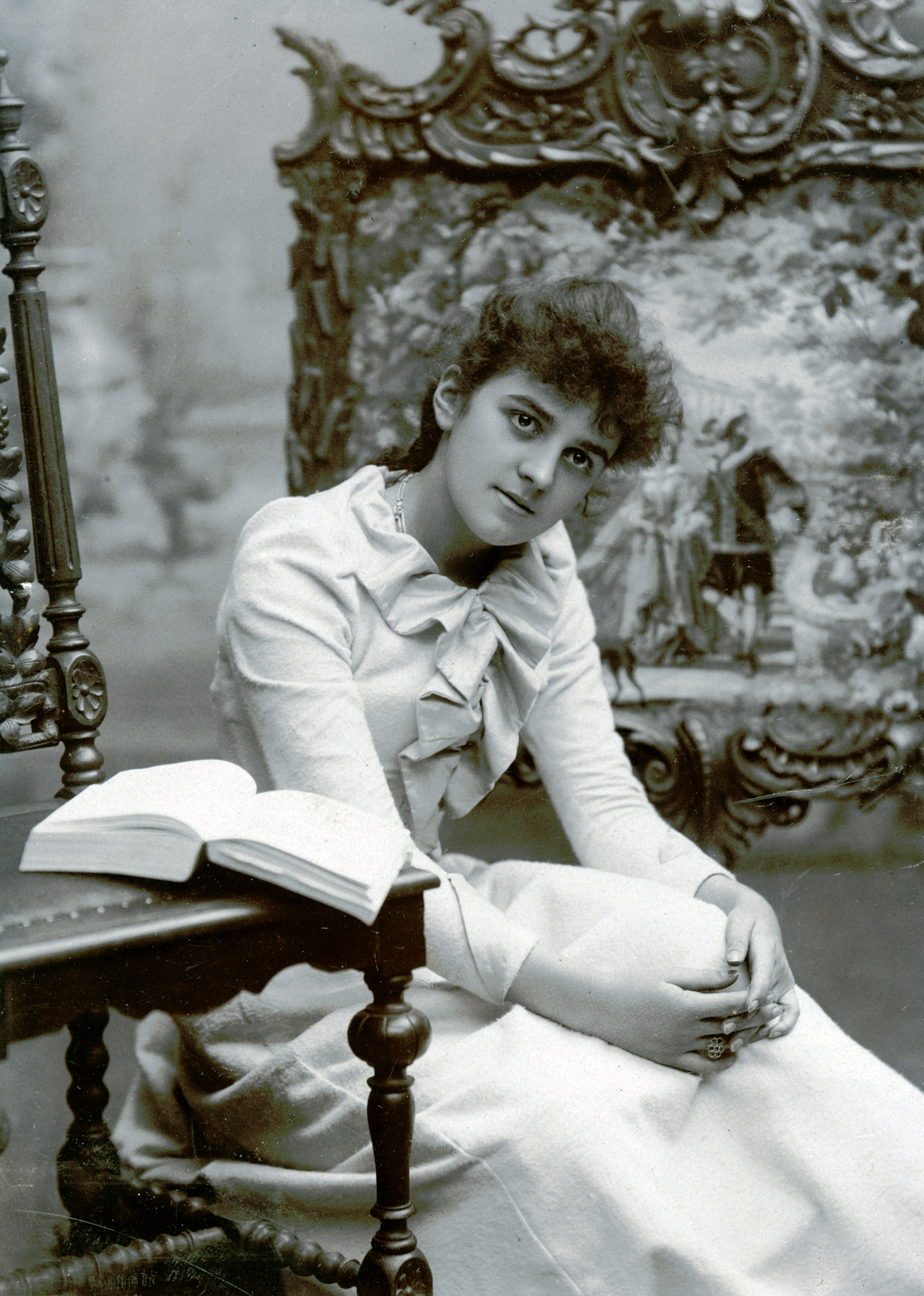
آلما لوند

آلما لوند (فنلاندی: Alma Lund؛  ۱۸۵۴–۱۹۳۲) خواننده و بازیگر اپرای سُپرانوی فنلاندی بود. او بیشتر در اپرای ملی فنلاند، انجمن نُواندِرسکا و Den Nationale Scene حضور داشت. او عضوی از گروه کر در تئاتر ملی فنلاند بود. بخشی از مارتا در فاوستِ Gounod چشمگیرترین نقش‌آفرینی اوست. او در سال ۱۹۲۰ از اجرا در اپرا، خود را بازنشسته کرد. او همچنین در نخستین فیلم بلند نروژ، Fiskerlivets farer بازی کرد.
او با خوانندهٔ همکارش در اپرا، بیارن لوند (۱۸۵۸–۱۸۹۴) ازدواج کرد.